# Briagolong
Briagolong – miasto w Australii, w stanie Wiktoria.